# Der Triumph des Musketiers
Der Triumph des Musketiers (Originaltitel: Hardi ! Pardaillan) ist ein französisch-italienischer Film unter Regie von Bernard Borderie aus dem Jahr 1964. Es ist der Nachfolger des Filmes Der scharlachrote Musketier und basiert auf dem vierten Buch der Reihe Les Pardaillan von Michel Zévaco.

## Handlung
König Heinrich III. muss nach Chartres fliehen, da er wegen seiner Sympathien für die Hugenotten zwischen die Fronten geraten ist, und wird von Heinrich, Herzog von Guise, belagert. Er beauftragt Pardaillan um Hilfe bei Heinrich von Navarra zu bitten. Dafür muss er die feindlichen Linien durchbrechen. Er wird von Yvon und von Charles d’Angoulême begleitet. Dabei muss er die Intrigen des Herzog von Guise vereiteln. Als ärgste Feindin erweist sich die Bianca Farness, die Geliebte des Heinrich von Navarra. Auch Heinrich von Navarra versucht Heinrich III. zu ermorden.

## Produktion
Es handelt sich um einen Mantel-und-Degen-Film. Er wurde in Farbe auf Eastmancolor, 35 mm 2.35:1 Franscope in monophonen Ton gedreht. Drehorte waren die Schlösser in Bretesche und in Blois. Die Produktion erfolgte durch Union Latine Cinématographique (Paris), Euro International Films (Rom) und für den Verleih war Lux Film aus Gaumont verantwortlich. Der Film wurde am 29. Februar 1964 in Italien veröffentlicht und am 8. April 1964 in Frankreich. Die Filmbauten entwarf René Moulaert.

## Besetzung und Synchronisation
Der Triumph des Musketiers wurde bei der Internationalen Film-Union nach einem Dialogbuch von Paula Lepa unter der Dialogregie von Horst H. Roth synchronisiert – diese Fassung ist um knappe 10 Minuten gekürzt. Unter dem Titel Die neuen Abenteuer des Ritters von Pardaillan erstellte die DEFA 1967 für die DDR eine eigene Synchronisation – nach einem Dialogbuch von Harald Thiemann unter der Dialogregie von Irene Mahlich.
| Rolle                     | Darsteller           | Synchronsprecher BRD | Synchronsprecher DDR |
| ------------------------- | -------------------- | -------------------- | -------------------- |
| Pardaillan                | Gérard Barray        | Rainer Brandt        | Jürgen Frohriep      |
| Bianca Farnèse            | Valérie Lagrange     | Bettina Schön        | Annekathrin Bürger   |
| Der Herzog von Angoulême  | Philippe Lemaire     | Christian Marschall  | Gerd Biewer          |
| Maurevert                 | Guy Delorme          | Ernst von Klipstein  | Siegfried Seibt      |
| Der Herzog von Guise      | Jean Topart          | Helmo Kindermann     | Werner Ehrlicher     |
| Wirt                      | Robert Berri         |                      |                      |
| Heinrich III.             | Jacques Castelot     | Alf Marholm          | Fred Düren           |
| Ruggieri                  | Jean-Roger Caussimon | Walter Ofiera        |                      |
| Heinrich de Béarn         | Francis Claude       | Addi Furler          |                      |
| Catherine de Clèves       | Jacqueline Danno     |                      |                      |
| Junge Frau auf der Straße | Sophie Hardy         | Kerstin de Ahna      |                      |
| Jacques Clément           | Jacques Mignot       |                      |                      |
| Herzogin von Montpensier  | Christiane Minazzoli |                      | Ingeborg Schumacher  |
| Caterina de’ Medici       | Isa Miranda          | Carola Höhn          |                      |
| Der Koch                  | Moustache            |                      |                      |
| La Roussette              | Caroline Rami        |                      |                      |
| Yvon                      | Yvan Chiffre         | Karl Heinz Bender    |                      |

## Kritik
„Ein nach den Regeln der Gattung oberflächlich unterhaltender Abenteuerfilm in Kostümen des 16. Jahrhunderts.“